# Steinar Adolfsson
 Steinar Dagur Adolfsson (ur. 25 stycznia 1970) – islandzki piłkarz występujący na pozycji obrońcy.

## Kariera klubowa
Steinar karierę rozpoczynał w sezonie 1988 w Valurze. Grał do sezonu 1994 i w tym czasie czterokrotnie zdobył z zespołem Puchar Islandii (1988, 1990, 1991, 1992), a także raz Superpuchar Islandii (1988). W 1995 roku przeszedł do zespołu Reykjavíkur, z którym w tym samym roku zwyciężył w rozgrywkach Pucharu Islandii.
W 1996 roku Steinar został graczem Akraness. W przeciągu trzech sezonów gry dla tego klubu, wywalczył z nim mistrzostwo Islandii (1996), wicemistrzostwo Islandii (1997), Puchar Islandii (1996) oraz Puchar Ligi Islandzkiej (1996). W 1999 roku przeniósł się do norweskiego Kongsvinger IL. W 2000 roku spadł z nim z Tippeligaen do 1. divisjon. W 2001 roku zakończył karierę.

## Kariera reprezentacyjna
W reprezentacji Islandii Steinar zadebiutował 7 maja 1991 w wygranym 4:1 towarzyskim meczu z Maltą. 27 marca 1999 w wygranym 2:0 pojedynku eliminacji Mistrzostw Europy 2000 z Andorą strzelił swojego jedynego gola w kadrze. W latach 1991–1999 w drużynie narodowej rozegrał 14 spotkań.